# Tornos ravus
Tornos ravus là một loài bướm đêm trong họ Geometridae.